# Qatar Stars League 2011-2012
La Qatar Stars League 2011-2012 è stata la 37ª edizione della massima competizione nazionale per club del Qatar, la squadra campione in carica è il Lekhwiya.
Alla competizione prendono 12 squadre, tra cui la neo-promossa Al-Jaish Sport Club.

## Sponsor e Personalità
| Team           | Manager           | Capitano               |
| -------------- | ----------------- | ---------------------- |
| Al-Gharafa     | Paulo Silas       | Otmane El Assas        |
| Al-Sadd        | Jorge Fossati     | Abdulla Koni           |
| Umm-Salal      | Gérard Gili       | Magno Alves            |
| Qatar SC       | Saïd Chiba        | Sebastián Soria        |
| Al-Rayyan      | Diego Aguirre     | Fábio César            |
| Al-Arabi       | Pierre Lechantre  | Hadi Aghily            |
| Al-Khor        | Alain Perrin      | Mostafa Jalal          |
| El Jaish       | Péricles Chamusca | Karim Ziani            |
| Al-Wakrah      | Adnan Dirjal      | Ali Rehema             |
| Al Kharitiyath | Laurent Banide    | Jaycee John Okwunwanne |
| Lekhwiya       | Djamel Belmadi    | Bakari Koné            |
| Al-Ahli        | Bernard Simondi   | Abdullah Mustafa       |

## Classifica
|                  | Pos. | Squadra        | Pt | G  | V  | N | P  | GF | GS | DR  |
| ---------------- | ---- | -------------- | -- | -- | -- | - | -- | -- | -- | --- |
| Qatar (bandiera) | 1.   | Lekhwiya       | 46 | 19 | 14 | 4 | 1  | 37 | 12 | +25 |
|                  | 2.   | Al-Jaish       | 36 | 19 | 10 | 6 | 3  | 31 | 16 | +15 |
|                  | 3.   | Al-Rayyan      | 35 | 19 | 11 | 2 | 6  | 42 | 26 | +16 |
|                  | 4.   | Al-Sadd        | 34 | 19 | 9  | 7 | 3  | 34 | 24 | +10 |
|                  | 5.   | Al-Khor        | 27 | 19 | 8  | 3 | 8  | 27 | 24 | +3  |
|                  | 6.   | Al-Gharafa     | 27 | 19 | 6  | 9 | 4  | 25 | 24 | +1  |
|                  | 7.   | Al-Wakrah      | 26 | 19 | 7  | 5 | 7  | 22 | 24 | -2  |
|                  | 8.   | Al-Kharitiyath | 25 | 19 | 7  | 4 | 8  | 25 | 33 | -8  |
|                  | 9.   | Al-Arabi       | 20 | 19 | 5  | 5 | 9  | 23 | 27 | -4  |
|                  | 10.  | Qatar SC       | 14 | 19 | 3  | 5 | 11 | 21 | 42 | -21 |
|                  | 11.  | Umm-Salal      | 14 | 19 | 4  | 2 | 13 | 17 | 31 | -14 |
|                  | 12.  | Al-Ahli Doha   | 10 | 19 | 2  | 4 | 13 | 21 | 42 | -21 |

## Statistiche

### Marcatori
al 13 aprile
| Rank | Scorer           | Club           | Goals |
| ---- | ---------------- | -------------- | ----- |
| 1    | Adriano          | Al Jaish       | 18    |
| 2    | Rodrigo Tabata   | Al Rayyan      | 17    |
| 3    | Afonso Alves     | Al Rayyan      | 15    |
| 4    | Moumouni Dagano  | Al Khor        | 12    |
| 4    | Dioko Kaluyituka | Al Ahli        | 12    |
| 6    | Cabore           | Umm-Salal      | 10    |
| 6    | Wagner Ribeiro   | Al Jaish       | 10    |
| 8    | Saïd Boutahar    | Al-Wakrah      | 9     |
| 8    | Yahia Kébé       | Al Kharitiyath | 9     |
| 8    | Sebastián Soria  | Qatar SC       | 9     |

### Assist
Al 13 aprile
| Rank | Scorer               | Club           | Assists |
| ---- | -------------------- | -------------- | ------- |
| 1    | Karim Ziani          | al Jaish       | 13      |
| 2    | Rodrigo Tabata       | Al-Rayyan      | 9       |
| 3    | Nadir Belhadj        | Al-Sadd        | 8       |
| 4    | Nam Tae-Hee          | Lekhwiya       | 5       |
| 4    | Hicham Aboucherouane | Al Ahli        | 5       |
| 4    | Mosaab Mahmoud       | Al Khor        | 5       |
| 4    | Youssef Safri        | Qatar SC       | 5       |
| 8    | Tresor Kangambu      | Al-Wakrah      | 4       |
| 8    | Onyekachi Okonkwo    | Al Kharitiyath | 4       |
| 8    | Abdulgadir Ilyas     | al Jaish       | 4       |